# Love Hangover
«Love Hangover» (с англ. — «Любовное похмелье») — песня, записанная американской певицей Дайаной Росс для её альбома Diana Ross в 1976 году. Авторами песни стали Мэрилин Маклеод и Пэм Сойер, спродюсировал запись хитмейкер тех лет Хэл Дэвис.
Песня была выпущена в качестве сингла 16 марта 1976 года. Сингл стал четвёртым сольным номером один певицы в американском чарте Billboard Hot 100, сделав её первой исполнительницей с таким количеством лидеров в чарте, также песня возглавила чарты Hot Soul Singles и Hot Dance Club Songs (последний — в 2020 году). Одновременно с версией Росс в «сотне» дебютировала версия «Love Hangover» группы The 5th Dimension, но та достигла лишь 80 позиции.
Зв исполнение песни Росс получила свою четвёртую сольную номинацию на премию «Грэмми» в категории Лучшее женское вокальное исполнение в стиле ритм-н-блюз.

## Позиции в хит-парадах

### Еженедельные чарты
| Чарт (1976)                           | Высшая позиция |
| ------------------------------------- | -------------- |
| Австралия (Kent Music Report)         | 67             |
| Бельгия/Валлония (Ultratop 50)        | 44             |
| Великобритания (OCC UK Singles)       | 10             |
| Ирландия (IRMA)                       | 11             |
| Италия (Musica e dischi)              | 23             |
| Канада (RPM Adult Contemporary)       | 5              |
| Канада (RPM Top Singles)              | 9              |
| Нидерланды (Dutch Top 40)             | 23             |
| Нидерланды (Single Top 100)           | 18             |
| Новая Зеландия (Recorded Music NZ)    | 28             |
| США (Billboard Adult Contemporary)    | 19             |
| США (Billboard Dance Club Songs)      | 1              |
| США (Billboard Hot 100)               | 1              |
| США (Billboard Hot R&B/Hip-Hop Songs) | 1              |
| США (Cash Box Top 100)                | 1              |
| Франция (IFOP)                        | 30             |

### Годовые чарты
| Чарт (1976)                       | Позиция |
| --------------------------------- | ------- |
| Великобритания (UK Singles Chart) | 92      |
| Канада (RPM Top 200 Singles)      | 101     |
| США (Billboard Hot 100)           | 15      |
| США (Cash Box Top 100)            | 13      |

### Чарты за всё время
| Чарт (1958-2018)        | Позиция |
| ----------------------- | ------- |
| США (Billboard Hot 100) | 341     |